# Moringa concanensis
Espèce
Classification phylogénétique
Moringa concanensis est une espèce d'arbre de la famille des Moringaceae originaire des forêts sèche du sud est Pakistan.
L'huile extraite des graines présente d'intéressantes propriétés thérapeutiques.